# 조혈모세포 이식

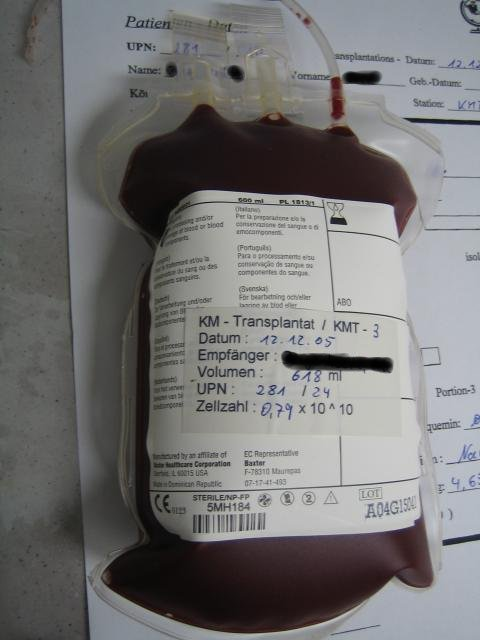
골수 이식.

조혈모세포 이식(造血母細胞移植, 영어: hematopoietic stem cell transplantation, HSCT) 또는 조혈줄기세포 이식(造血幹細胞移植)은 보통 골수, 말초혈액, 제대혈로부터 기인하는 다능성 조혈모세포의 이식이다.

## 분류

### 형제간 동종 조혈모세포이식
조혈모세포(Hematopoietic stem cell)의 공여자로 조직적합 항원(Antigen)이 일치하는 형제가 있는 경우이다. 이식편대숙주병(Graft-versus-host disease, GVHD)과 같은 합병증이 적고 이식 후 장기생존율이 다른 종류의 조혈모세포이식에 비해서 우수하다. 하지만 불행하게도 가족 내에서 골수이식에 필수적인 조직적합 항원이 일치하는 형제를 발견할 수 있는 확률은 25%정도에 불과하다. 혈연 내 적합한 공여자가 없는 경우 타인 중에 기증가가 있는지 확인하게 되는데, 그 결과도 역시 적합한 공여자가 없는 경우도 있다. 그러한 경우에는 조직 적합항원 불일치 이식이나 제대혈(Cord blood) 이식이 차선책으로 선택되기도 한다.

### 비혈연간 조혈모세포이식
비혈연간 조혈모세포이식이란 형제나 가족간에 조직적합 항원이 일치하는 공여자가 없어 타인 중에 적합한 공여자를 찾아 이식을 하는 것이다. 먼저 국내의 골수은행에 환자에게 적합한 골수 기증자가 있는지 검색을 하고, 없을 경우 일본, 대만, 중국 뿐 아니라 미국, 독일 등의 해외 골수은행까지 검색을 하여 기증자를 찾는다. 적합한 공여자가 있고 기증의사를 밝히면 공여자의 조직적합성의 일치 여부를 정밀 검사를 통해 재확인하여 공여자로서의 최종 선정 여부를 가린다. 비혈연간 조혈모세포이식은 급성이식편대숙주질환 및 이식과 관련 합병증의 정도가 높아 이식 성적이 혈연간 이식보다 낮았지만, 최근에 이식관련 치료기술의 발전으로 이식관련 사망률이 점차 감소하고 있어 공여자에 따른 이식성적의 차이는 점점 좁혀져 가고 있다.

### 제대혈 이식
신생아 분만시에 버려지는 태반이나 탯줄내에 존재하는 조혈모세포를 이용하는 방법이다. 제대혈 이식의 경우는 조직적합항원 유전자가 서로 달라도 이식이 가능하며 이식편대숙주병의 발생이 적고 이식이 필요한 경우 즉시 사용할 수 있다는 큰 장점이 있다. 1980년대 초에 태반이나 탯줄에도 많은 수의 조혈모세포가 존재한다는 사실이 알려졌고, 1988년 프랑스에서 선천성 재생불량성빈혈인 판코니 빈혈환자에게 제대혈이 이식되어 성공한 이래 2000년까지 전 세계적으로 약 2000례 이상의 이식이 시행되었다.
제대혈은 두 가지 방법으로 얻을 수가 있는 데 하나는 환자의 형제 또는 자녀가 출산할 경우 형제의 탯줄과 태반에서 제대혈을 채취하는 방법이며, 또 하나는 환자와는 관계가 없는 일반인들의 분만 과정 중에 버려지는 태반과 탯줄 내에 존재하는 제대혈을 수집하는 것이다. 이렇듯 제대혈은 무제한 공급이 가능하며 또한, 분만 이후에 버려지는 태반이나 탯줄에서 조혈모세포를 수집하는 것이므로 산모 즉, 공여자에게 전혀 부담을 주지 않는다. 이와 같이 수집된 제대혈은 냉동보관은 물론 이미 조직적합항원을 포함한 여러 가지 검사들이 시행되어 있는 상태이므로 이식이 필요한 경우 언제라도 사용이 가능하다.
또한 제대혈 조혈모세포는 면역학적으로 미숙하기 때문에 조직적합항원 유전자가 서로 다른 경우에도 이식편대숙주병이 나타나지 않거나 약하게 발생하여 이식 후 질적으로 우수한 삶을 영위할 수 있다. 단점으로는 체중이 많이 나가는 소아나 성인에서의 사용이 제한된다.

## 기증자 등록 및 모집
2012년 말 기준으로 20,200,000명의 사람들이 BMDW(Bone Marrow Donors Worldwide)에 참여하는 49개 국가의 67개의 등록 항목들 가운데 하나와 함께 골수 기증자로 등록하였다.

## 같이 보기
- 대한조혈모세포이식학회